# Listrognathus brevicornis
Listrognathus brevicornis är en stekelart som beskrevs av He och Chen 1996. Listrognathus brevicornis ingår i släktet Listrognathus och familjen brokparasitsteklar. Inga underarter finns listade i Catalogue of Life.